# Думовец
Думовец је насеље у саставу Града Загреба. Налази се у четврти Сесвете. До територијалне реорганизације у Хрватској налазио се у саставу старе загребачке приградске општине Сесвете.

## Становништво
На попису становништва 2011. године, Думовец је имао 903 становника.

## Попис1991.
На попису становништва 1991. године, насељено место Думовец је имало 465 становника, следећег националног састава:
| Попис 1991.‍  | Попис 1991.‍  | Попис 1991.‍ | Попис 1991.‍ | Попис 1991.‍ |
| ------------ | ------------ | ----------- | ----------- | ----------- |
|              |              |             |             |             |
| Хрвати       | Хрвати       |             | 410         | 88,17%      |
| Муслимани    | Муслимани    |             | 20          | 4,30%       |
| Срби         | Срби         |             | 17          | 3,65%       |
| Југословени  | Југословени  |             | 15          | 3,22%       |
| остали       | остали       |             | 1           | 0,21%       |
| неопредељени | неопредељени |             | 2           | 0,43%       |
| укупно: 465  |              |             |             |             |